# 王金璐
王金璐（1919年11月22日—2016年6月1日），京劇演員，工生行，馬連良弟子，一級演員，國家級非物質文化遺產京劇項目代表性傳承人。
出身北京中華戲曲學校「金」字科，1934年經校長焦菊隱推薦，與師兄王和霖同拜馬連良先生門下。
曾任上海京劇院及其前身華東戲曲研究院實驗京劇團演員，得周信芳院長許多指點。
1979年起任北京中國戲曲學院表演系教授。
2002年得到中華人民共和國文化部造型表演藝術創作研究成就獎，同時得獎的還有紅線女、袁世海等藝術家。
2008年1月26日，他和李金泉、張春華、譚元壽、趙燕俠、杜近芳、梅葆玖、劉秀榮、楊秋玲、李世濟、孫毓敏、劉長瑜、李長春、李維康、葉少蘭、張幼麟、李榮威、周仲博、汪慶元、尚長榮、陳少雲、王夢雲、孫正陽、關棟天共同列進中華人民共和國文化部第2批國家級非物質文化遺產項目代表性傳承人名單。